# Rio Boia
O Rio Boia é um rio da Romênia afluente do Rio Olt, localizado no distrito de Vâlcea.